# BM (zeilboot)
Een BM of Bergumermeer is een zwaardzeilboot met een zeiloppervlakte van 12 m².
Hendrik Bulthuis (1892–1948), kapper uit Bergum ontwierp en bouwde in 1928 het eerste exemplaar. Hij gebruikte hiervoor een zelf ontwikkelde bouwmethode waarbij de huid van de boot opgebouwd wordt uit vele smalle houten latten. Hierdoor is het mogelijk op een eenvoudige manier toch tamelijk complexe ronde vormen te maken.
In 1939 werd het jacht als nationale eenheidsklasse erkend.
Ten onrechte wordt de naam "BM" ook wel gebruikt voor het tweede ontwerp van Bulthuis, de 16-kwadraat.
Zie ook Vrijheidklasse. Dit scheepje met een wat hogere steven is afgeleid van de BM-maatvoering.